# Piękno

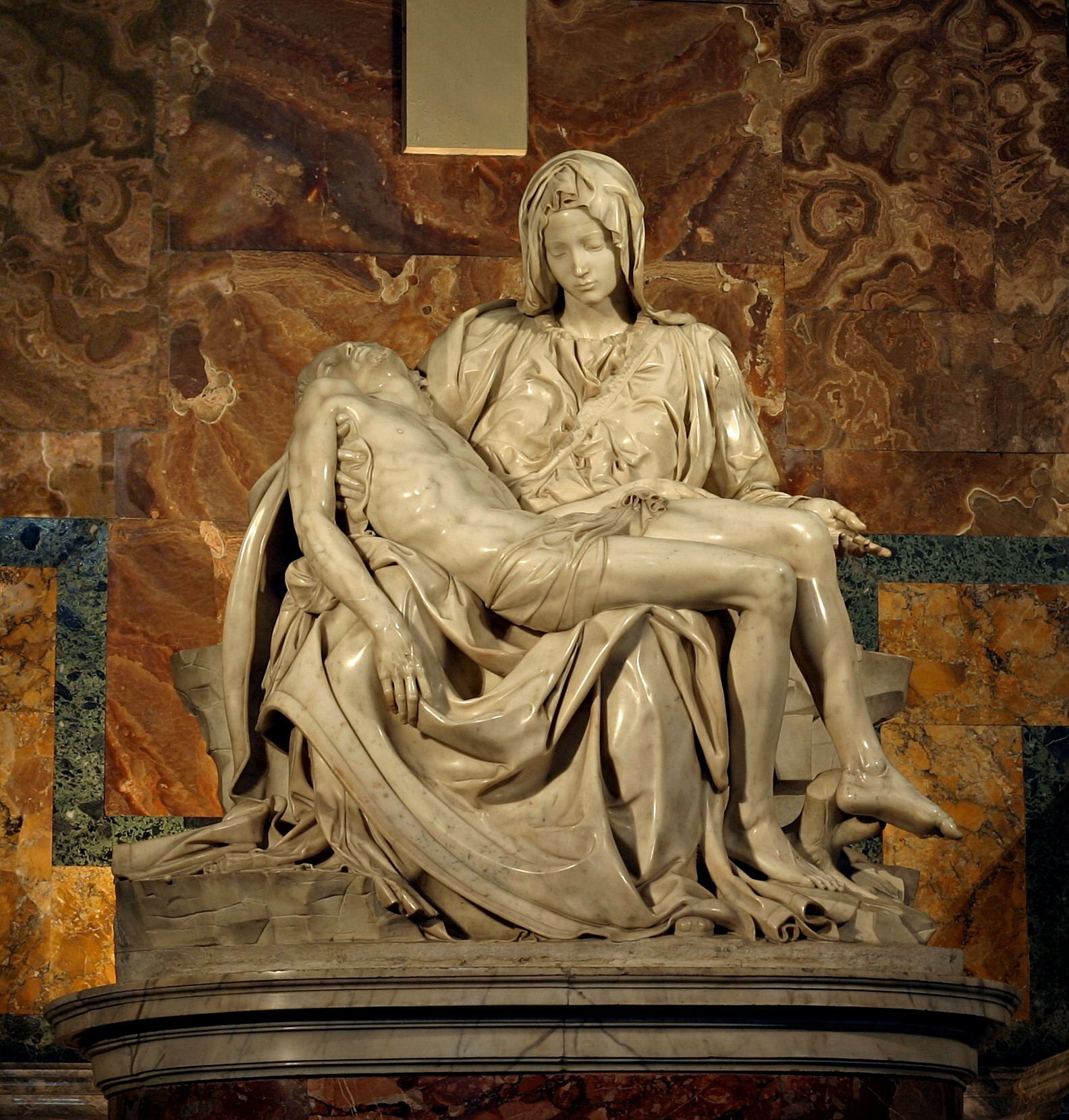
Pietà Michała Anioła jako przykład piękna w sztuce renesansowej

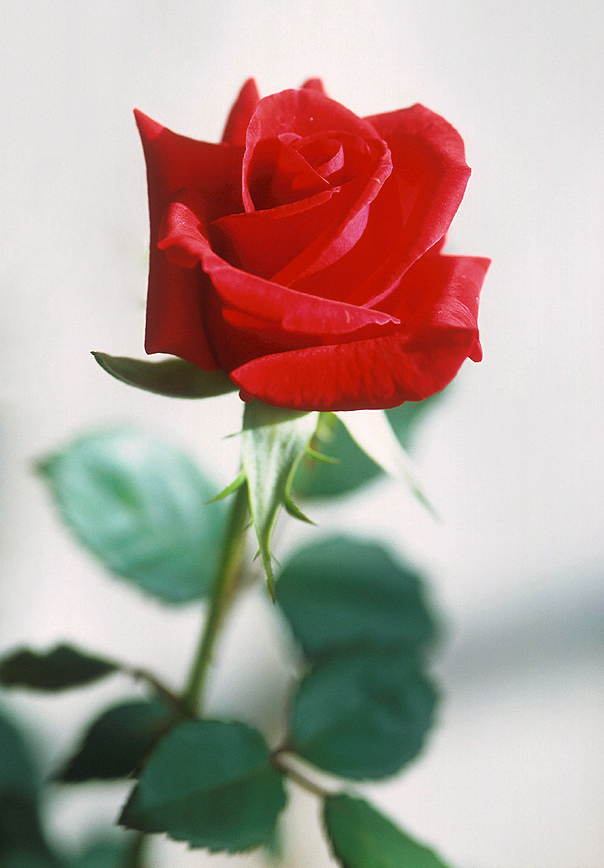
Czerwona róża jako symbol piękna natury

Piękno – pozytywna właściwość estetyczna bytu wynikająca z zachowania proporcji, harmonii barw, dźwięków, stosowności, umiaru i użyteczności, odbierana przez zmysły. Istnieje piękno idealne, duchowe, moralne, naturalne, cielesne, obiektywne i subiektywne. Pojęcie to jest silnie związane z teorią estetyki, prawdy i dobra.
W metafizyce, piękno jest jedną z transcendentalnych właściwości bytu, wyrażającą jego scalenie, przejrzystość, proporcję wewnętrzną tworzyw bytu oraz doskonałość.
Badaniami nad precyzowaniem terminu piękna zajmują się nie tylko filozofowie i artyści, lecz także teoretycy z dziedzin: historii i krytyki sztuki, antropologii, socjologii, psychologii, a także szkolnictwa.

## Próby definicji piękna na przestrzeni wieków
W starożytnej Grecji pojęcie piękna było znacznie szersze niż w latach późniejszych. Wiązano je przede wszystkim z ideą dobra, duchowością, moralnością, myślą i rozumem; utożsamiano je wtedy z doskonałością jako warunkiem piękna i sztuki na najwyższym poziomie. Twierdzono, że piękno wynika głównie z zachowania proporcji i odpowiedniego układu. Pogląd ten przez wieki uważany był za najtrafniejszy. Wyznawali go m.in. pitagorejczycy, twierdząc, że piękno polega na doskonałej strukturze, wynikającej właśnie z proporcji części, harmonijnego ich układu. Dowodzili, że jest cechą obiektywną. W rozumieniu Arystotelesa pięknem jest wszystko „to, co będąc dobrem jest przyjemne”, jak również to, „co przyjemne dla wzroku i słuchu”. Według św. Tomasza z Akwinu pięknym nazywa się to, co jest przyjemne dla oka („pulchra dicuntur quae visa placent”). W swej teorii metafizycznej piękno zaliczał on do podstawowych, powszechnych cech bytu, zwanych transcendentaliami. Cechą piękna, także piękna moralnego, jest umiarkowanie jako stonowana i właściwa proporcja:

Chociaż piękno idzie w parze ze wszystkimi cnotami, ponad wszystko jednak przypisuje się je umiarkowaniu. Z dwóch powodów, po pierwsze z racji ogólnej natury umiarkowania, którą cechuje pewna powściągliwa i właściwa proporcja, będąca podstawową cechą piękna (...). Drugim powodem jest to, że umiarkowanie powstrzymuje człowieka przed tym, co w nim najniższe, co ma cechy natury zwierzęcej (...), i dlatego najbardziej przyczynia się do tego, że człowiek staje się brzydkim” (Suma Teologiczna II-IIae q 141 a2 rad3).

Na lata renesansu przypada czas rozważań na temat doskonałości a także piękna dzieł poszczególnych artystów, jak i tych pojęć samych w sobie. Petrarka i Giorgio Vasari przeciwstawiali wartość piękna (jako obiektywną) innym pojęciom estetycznym jak np. wdzięk (uważanym przez nich za subiektywne).
Christian Wolff i Cesare Ripa włączyli pojęcie doskonałości do teorii estetyki; nie wiązał tych pojęć żaden z wcześniejszych autorów piszących po Platonie. Myśl tę rozwinął Alexander Gottlieb Baumgarten, pojawiła się także w twórczości Lessinga.
Immanuel Kant uważał, że piękne jest to, co podoba się powszechnie, bezinteresownie i bezpośrednio. Oddzielał "sąd smaku" od pojęcia doskonałości.

## Przemiany w definiowaniu pojęcia
W manieryzmie idea piękna została zastąpiona przez subtelność, wdzięk i dysharmonię. Po wieku XVIII teoria głosząca, iż piękno leży w proporcjach i zgodności części, przestała obowiązywać.
Cyprian Kamil Norwid w poemacie "Promethidion" twierdził, iż najważniejszym zadaniem sztuk plastycznych jest ucieleśnianie ideału, upowszechnianie piękna (tym samym nawiązywał do przekonań starożytnych Greków, łączących ideę piękna, doskonałości i sztuki).
Obecnie uważa się, że wzory piękna nie są stałe, pozostają swoiste dla kręgów kulturowych oraz okresu w jakim powstały. Dzieje się tak m.in. dlatego, iż częstokroć artyści starali się dać własną definicję piękna, niezależną od wcześniejszych kanonów. Tym samym piękno widziane przez artystę postrzegane jest jako subiektywne i zależne od gustu czy upodobań.

## Przykłady piękna

### W naturze

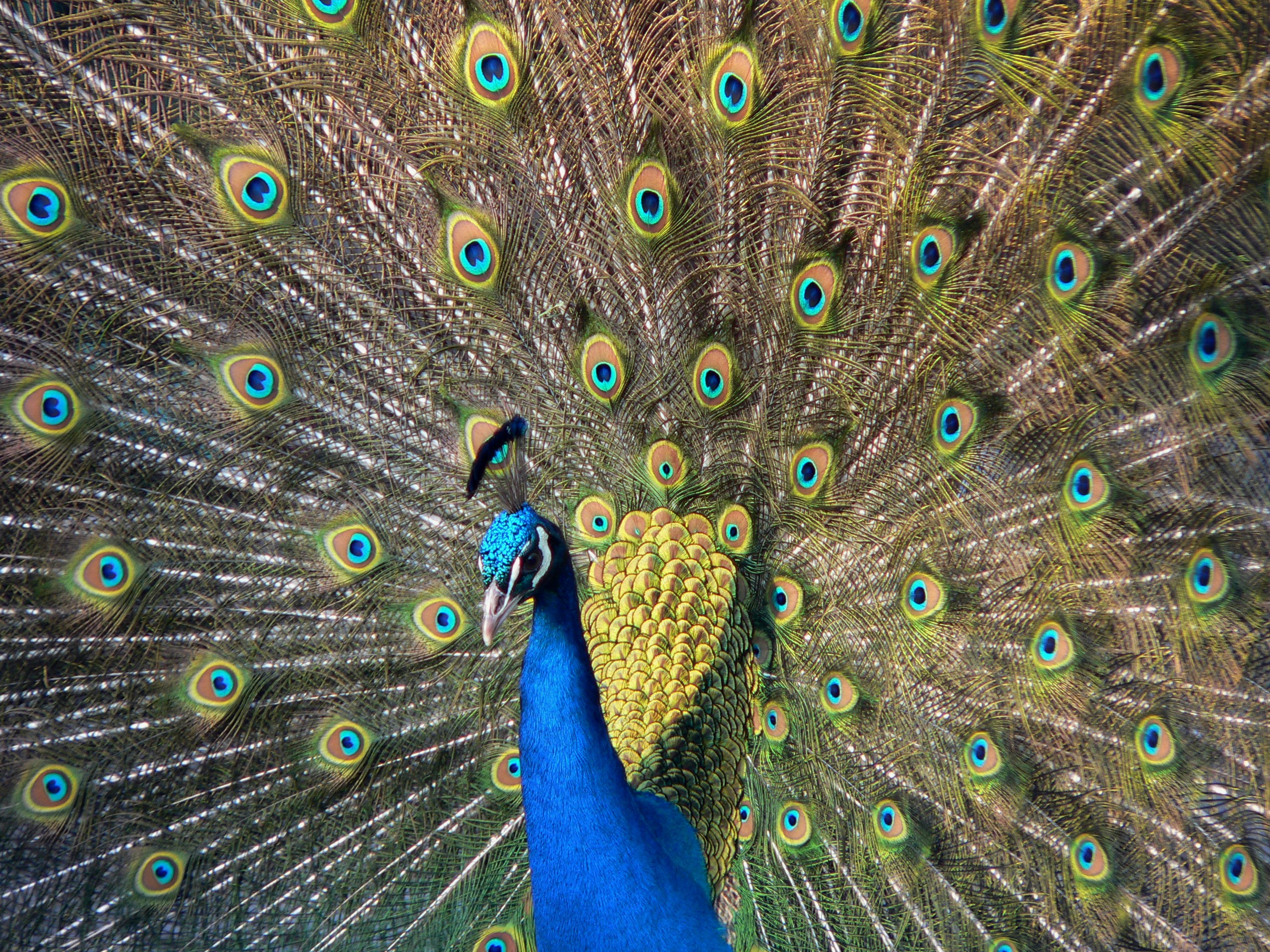
Pawi ogon
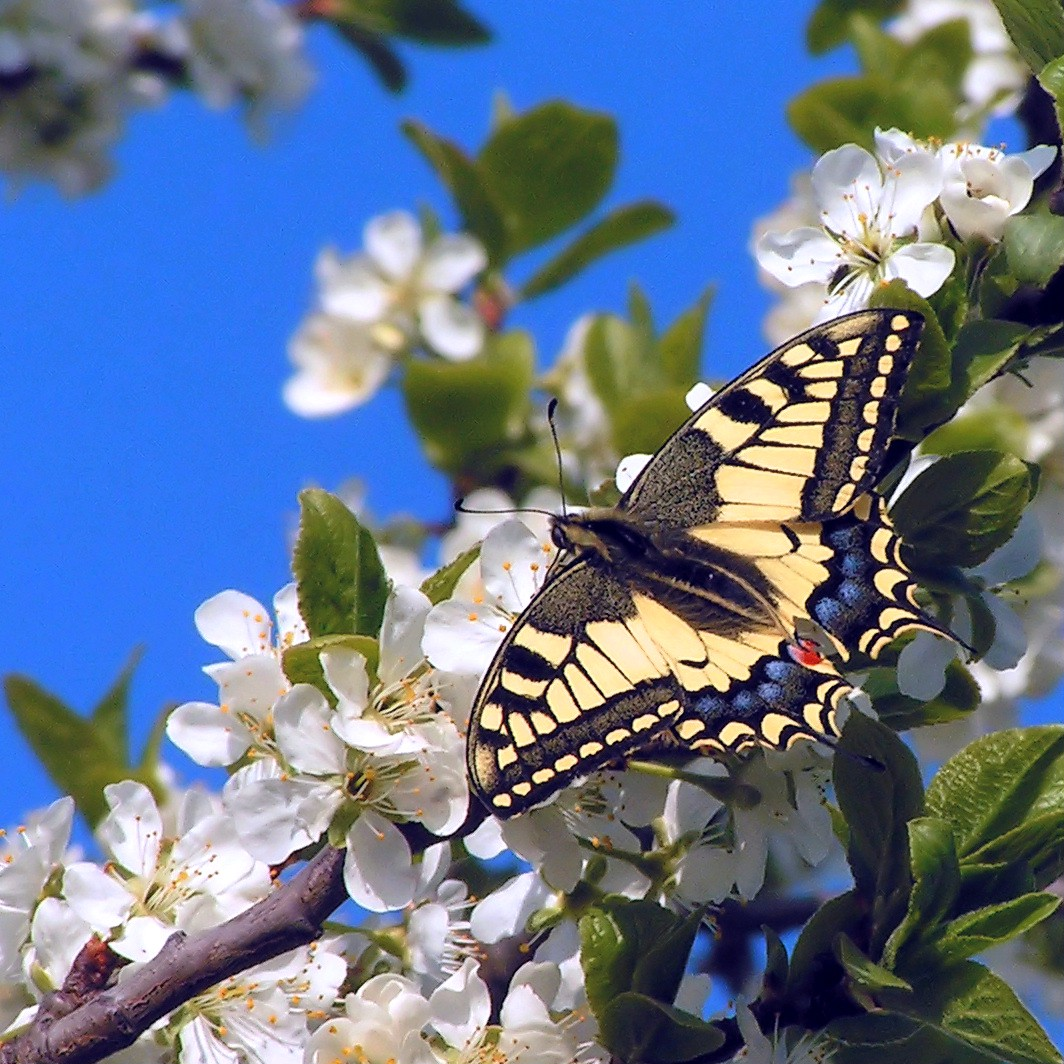
Paź królowej
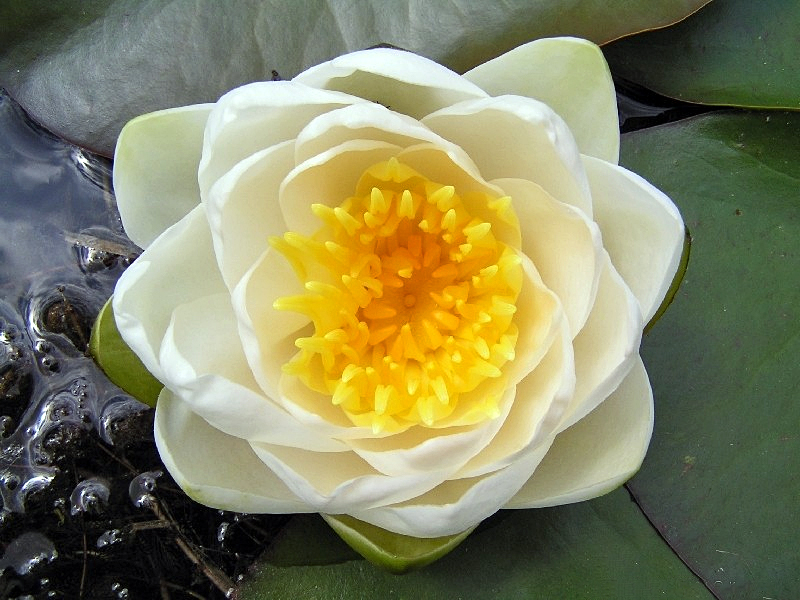
Nenufar
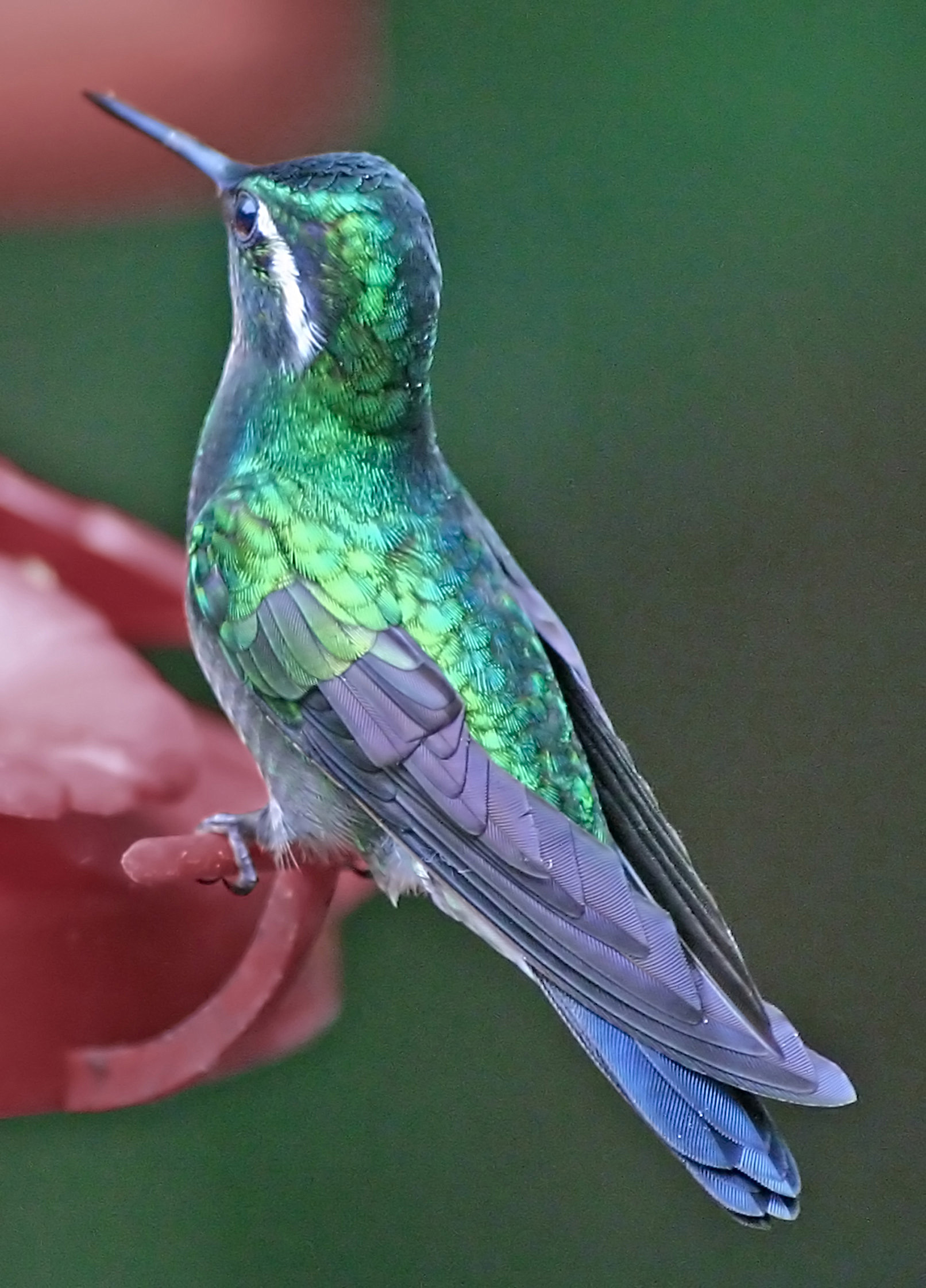
Koliber
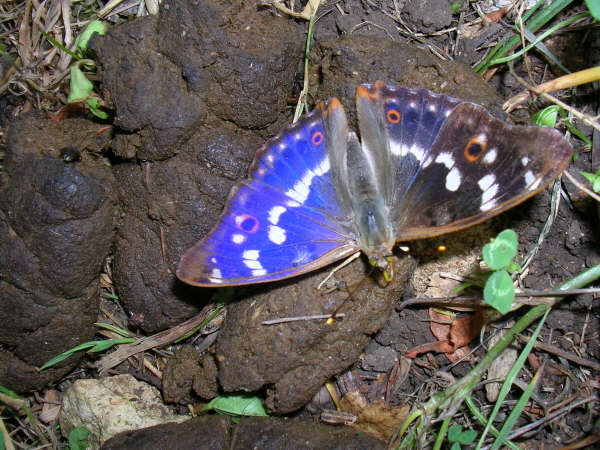
Piękno i brzydota (motyl mieniak strużnik na łajnie)
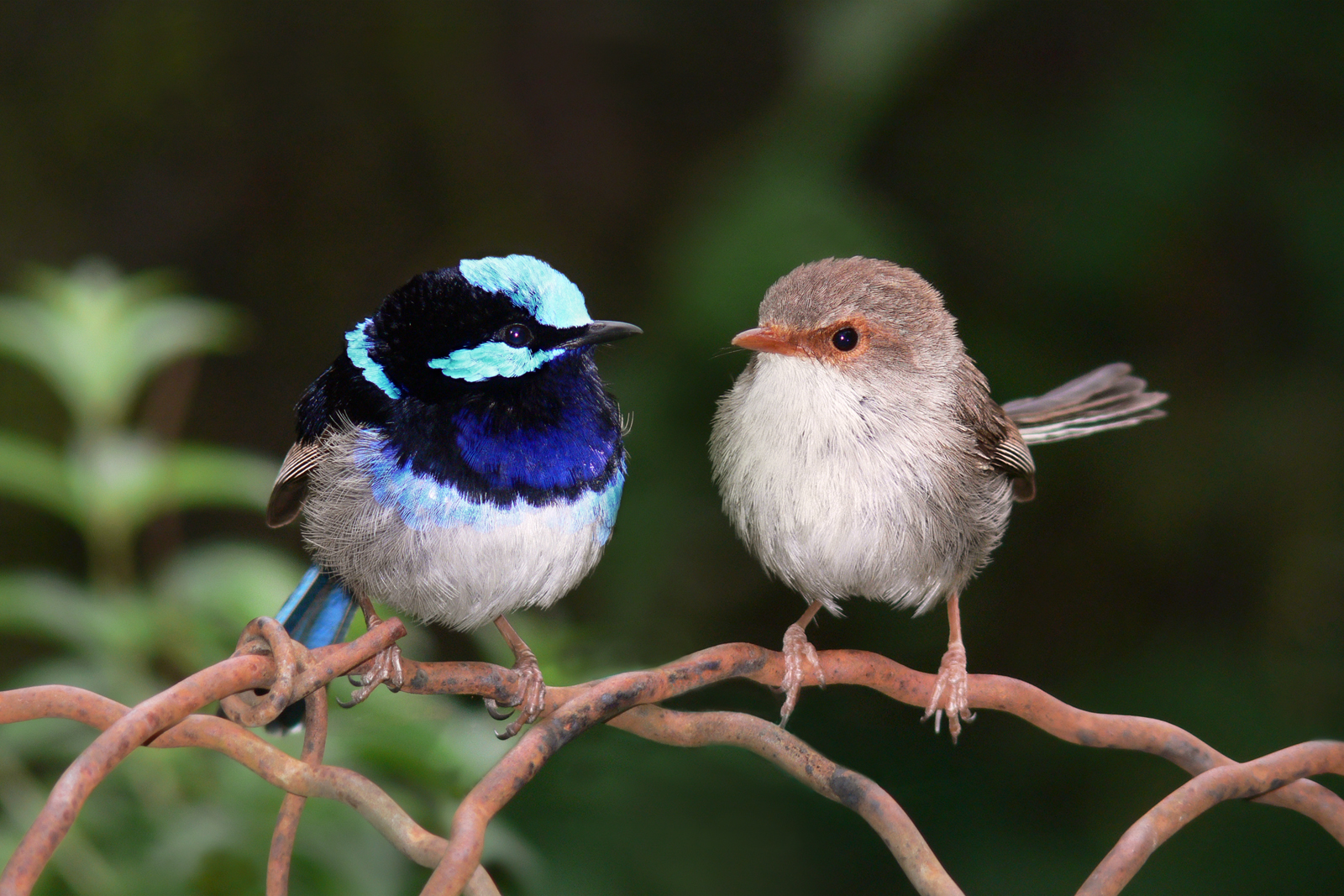
Dymorfizm u chwostki szafirowej, pięknie ubarwiony samiec (po lewej) i szara samica

### W architekturze

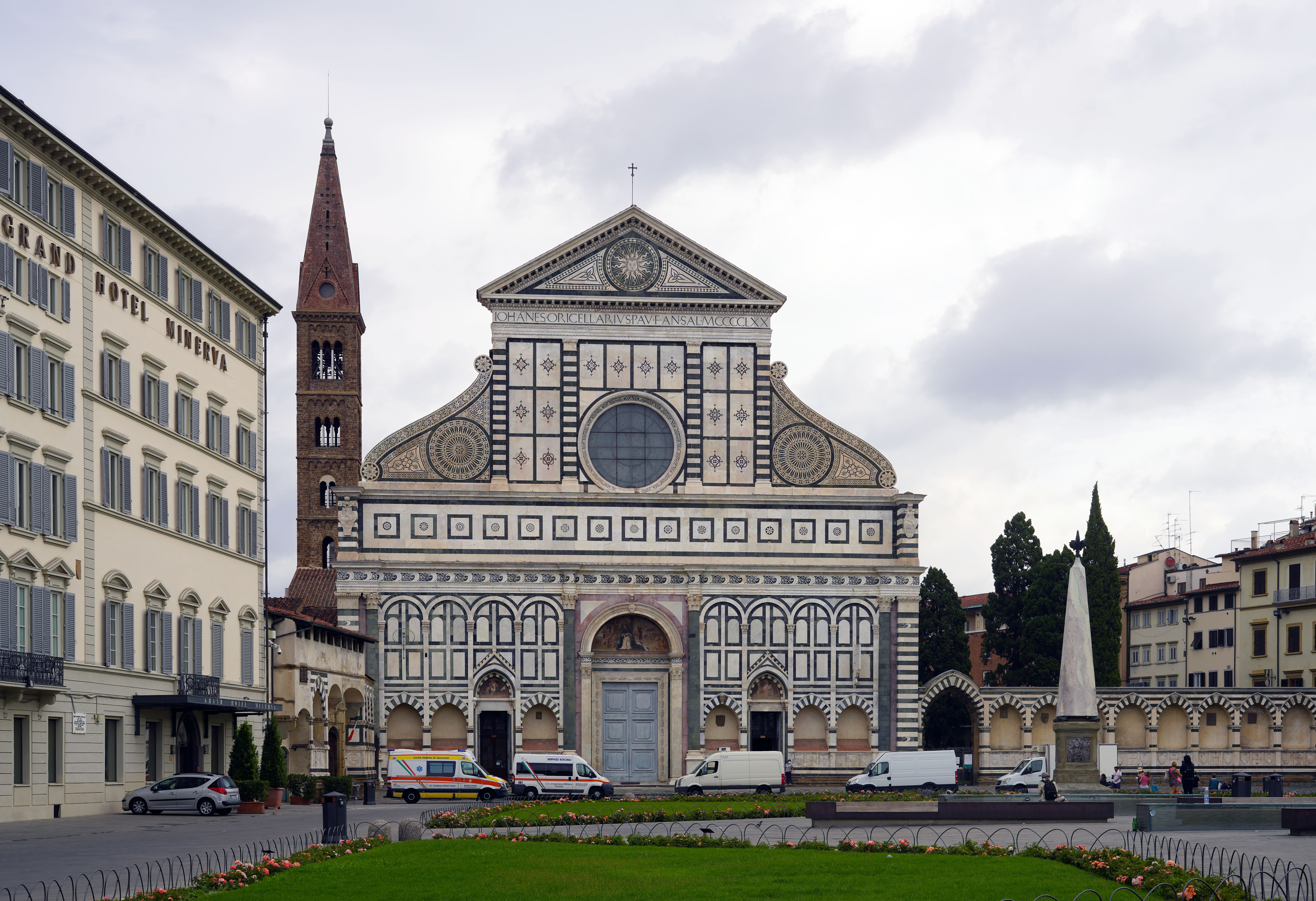
Kościół Santa Maria Novella we Florencji
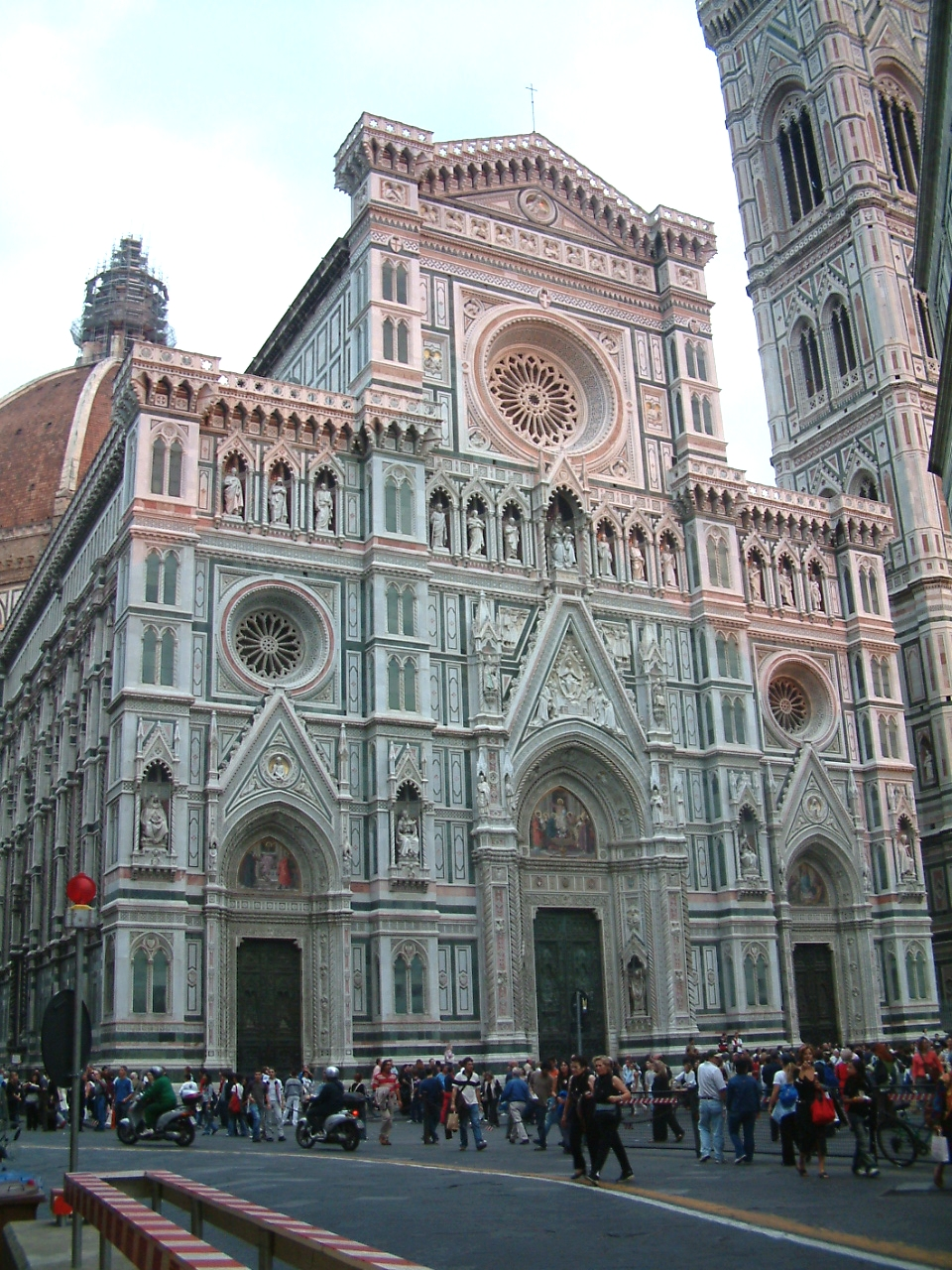
Katedra Santa Maria del Fiore
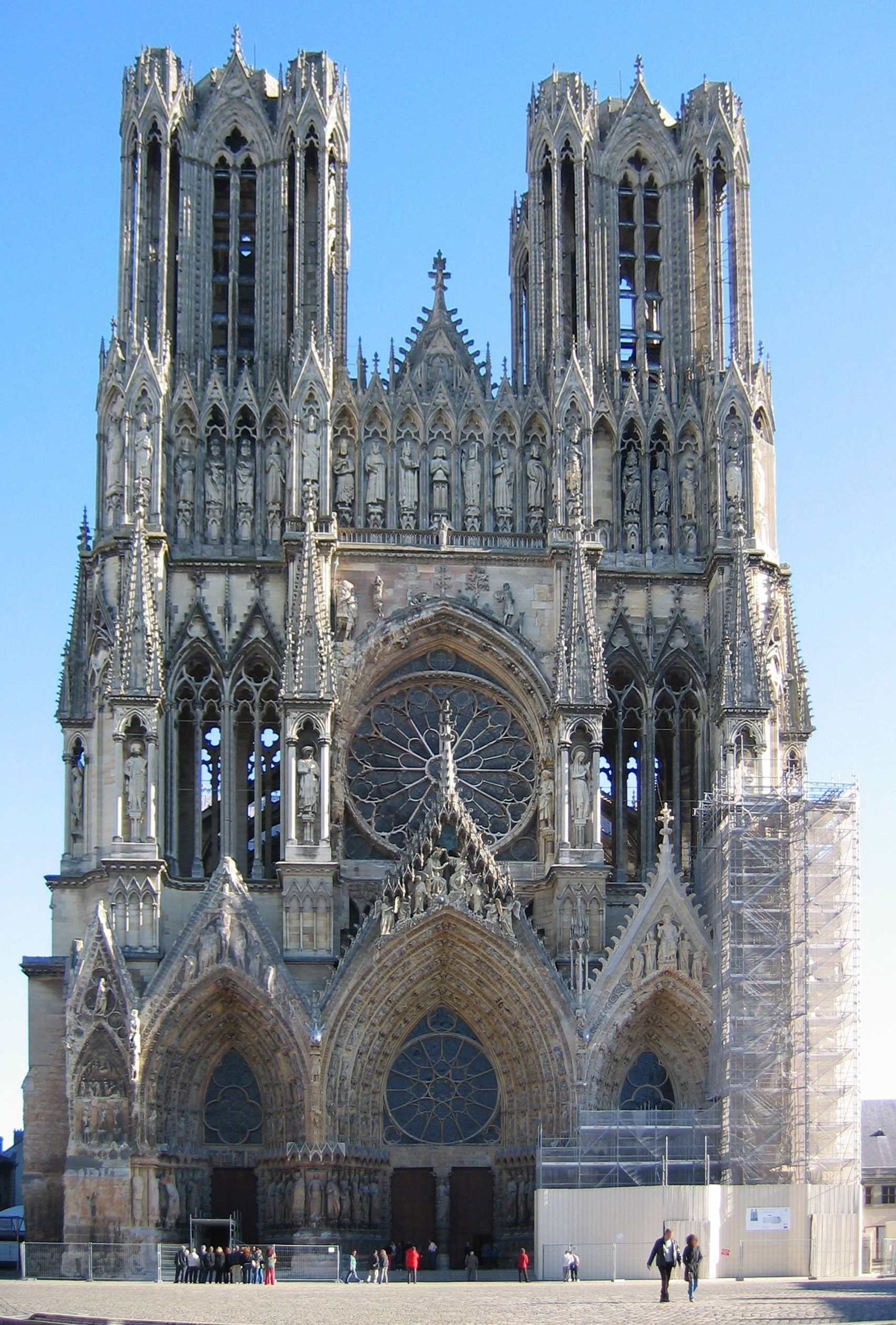
Fasada katedry w Reims
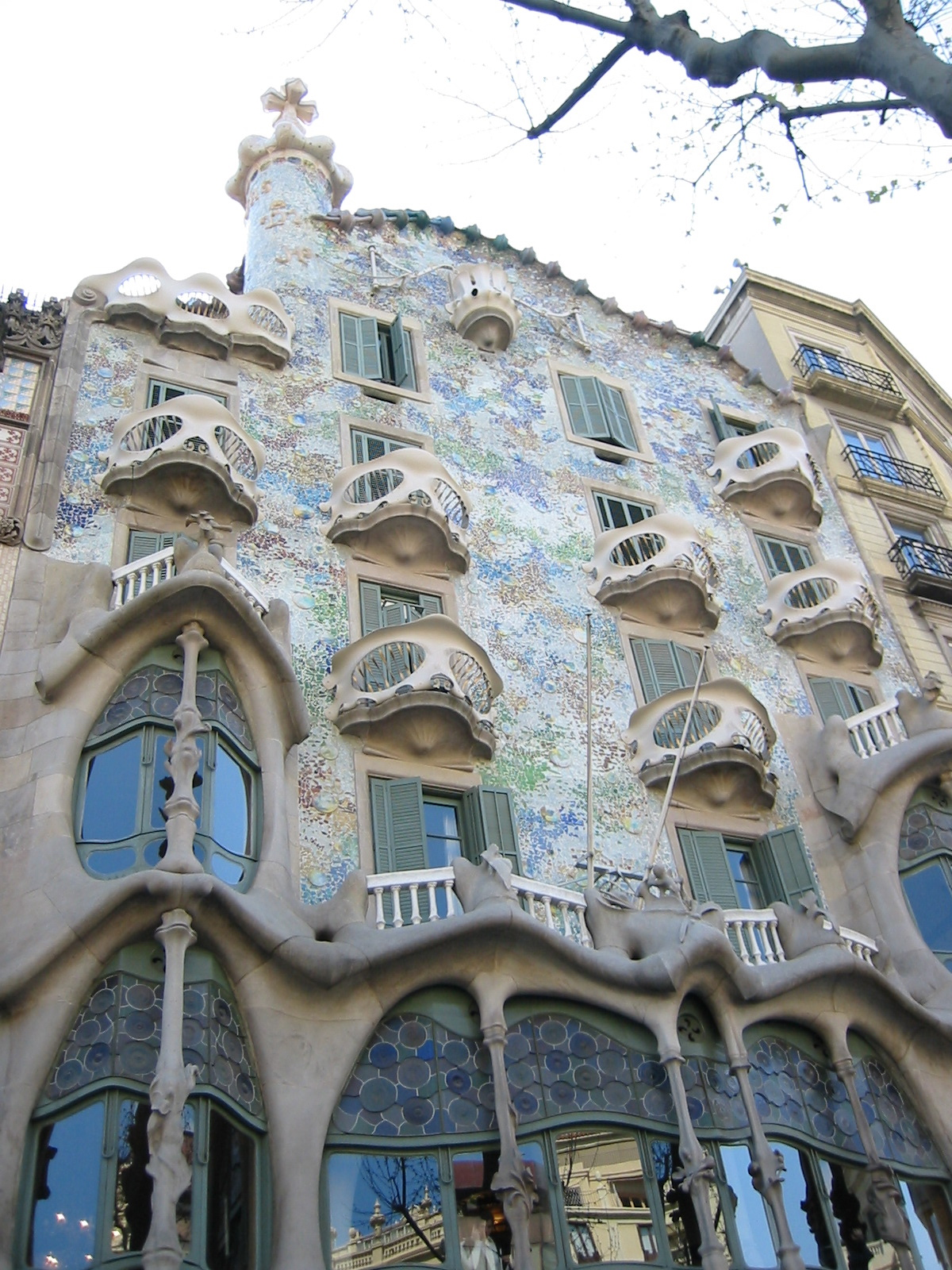
Antoni Gaudí: Casa Batlló

### W rzeźbie

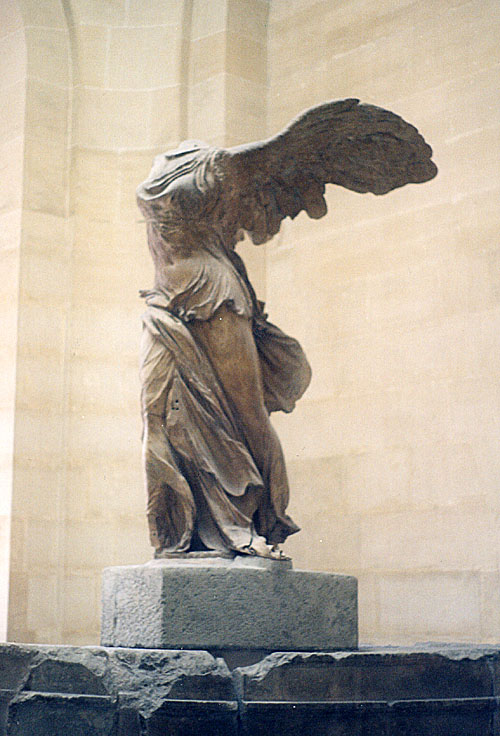
Nike z Samotraki
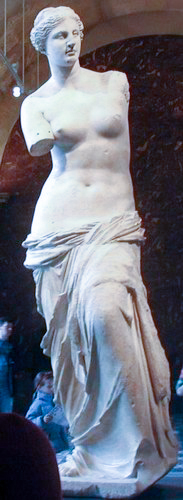
Wenus z Milo
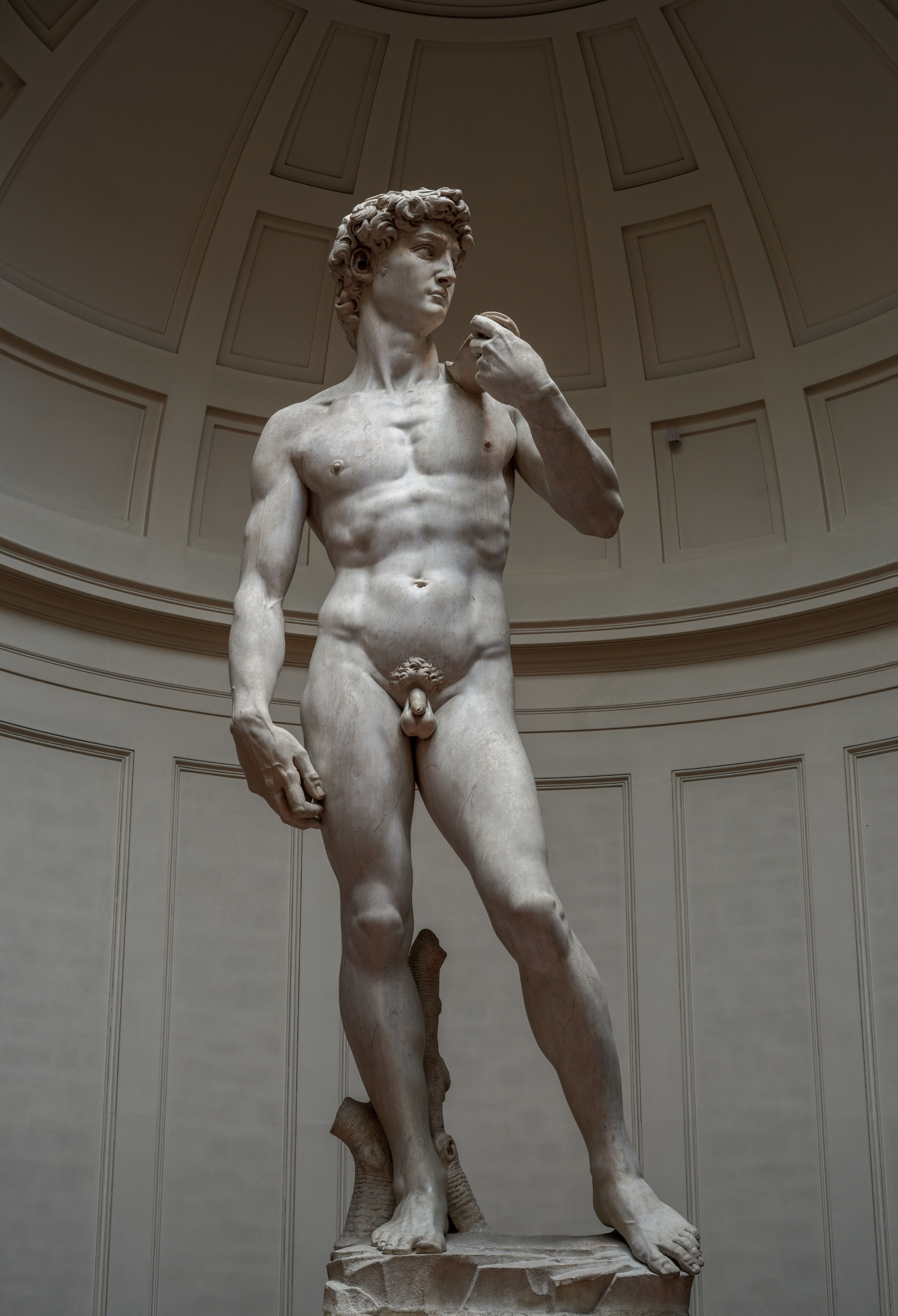
Michał Anioł: David
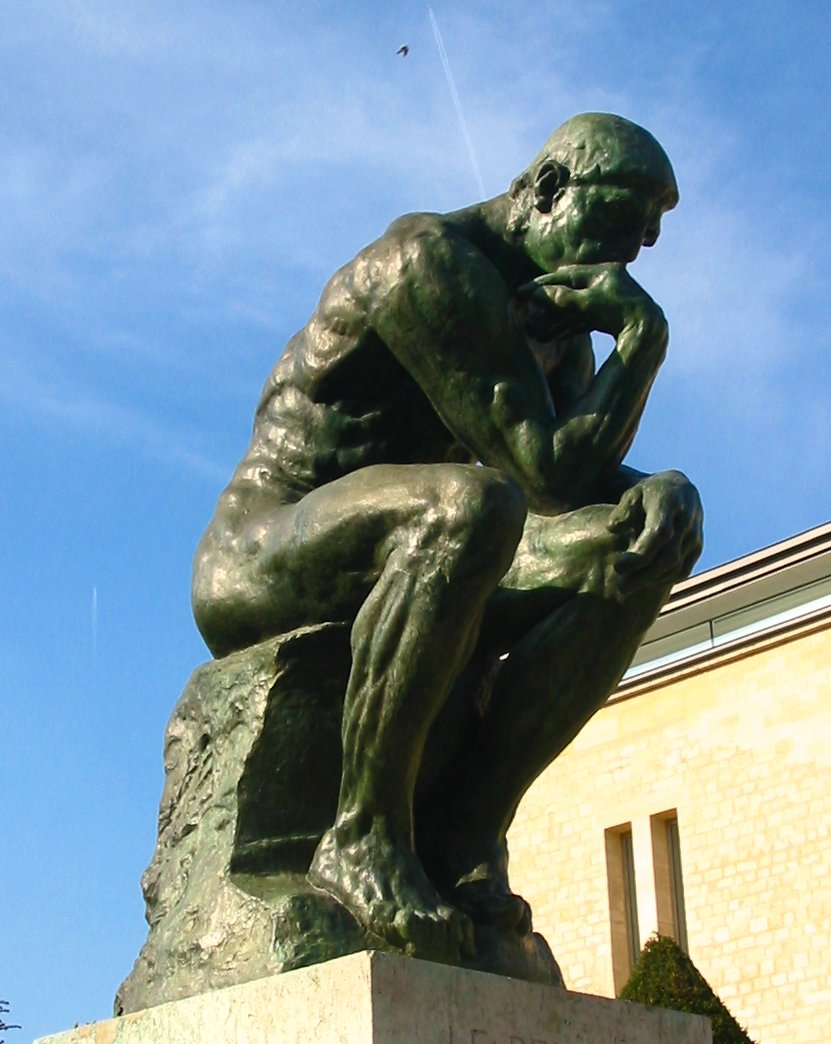
Auguste Rodin: Myśliciel

### W malarstwie

Sandro Botticelli: Narodziny Wenus
Leonardo da Vinci: Mona Lisa
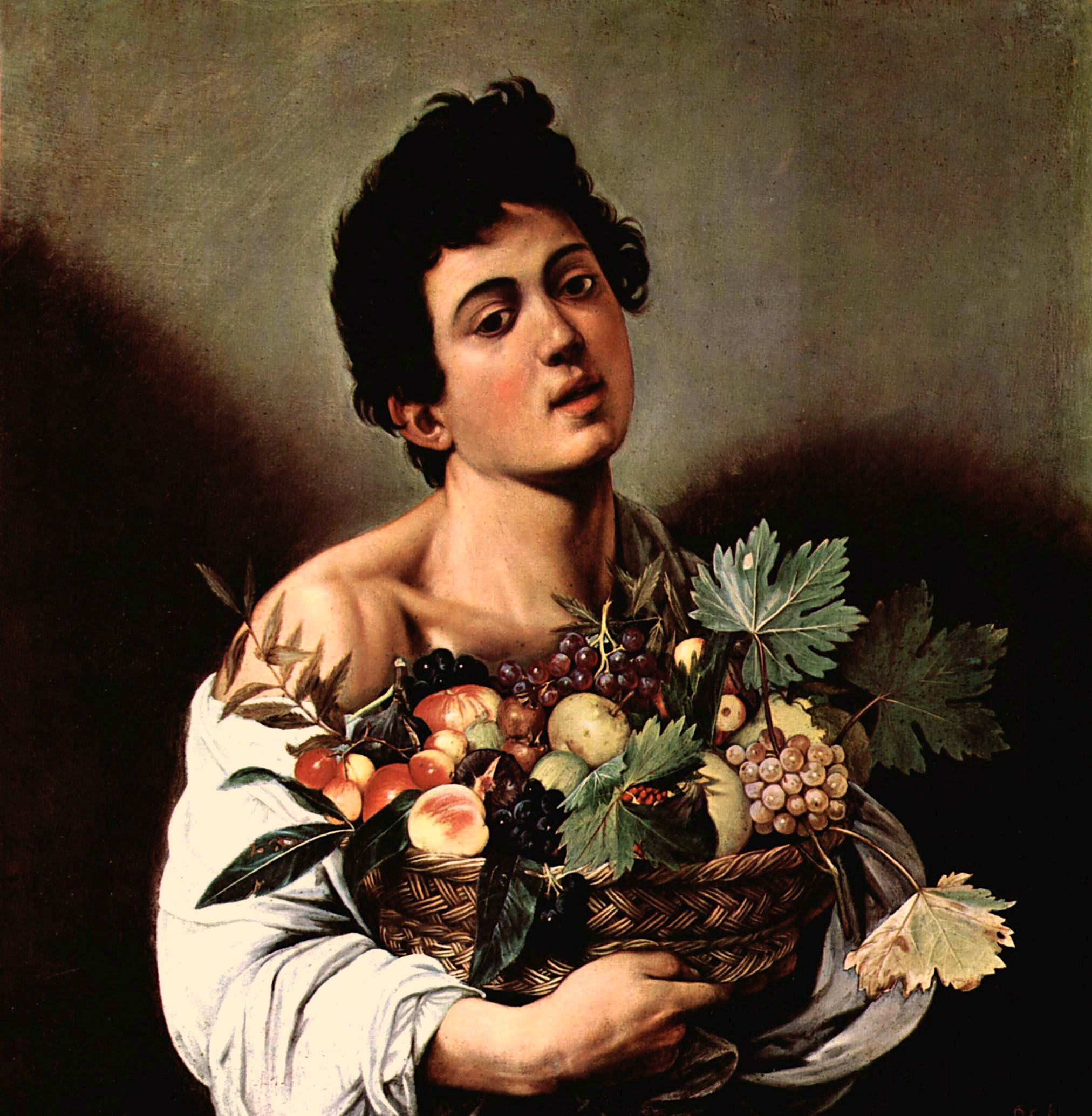
Caravaggio: Chłopiec z koszem owoców
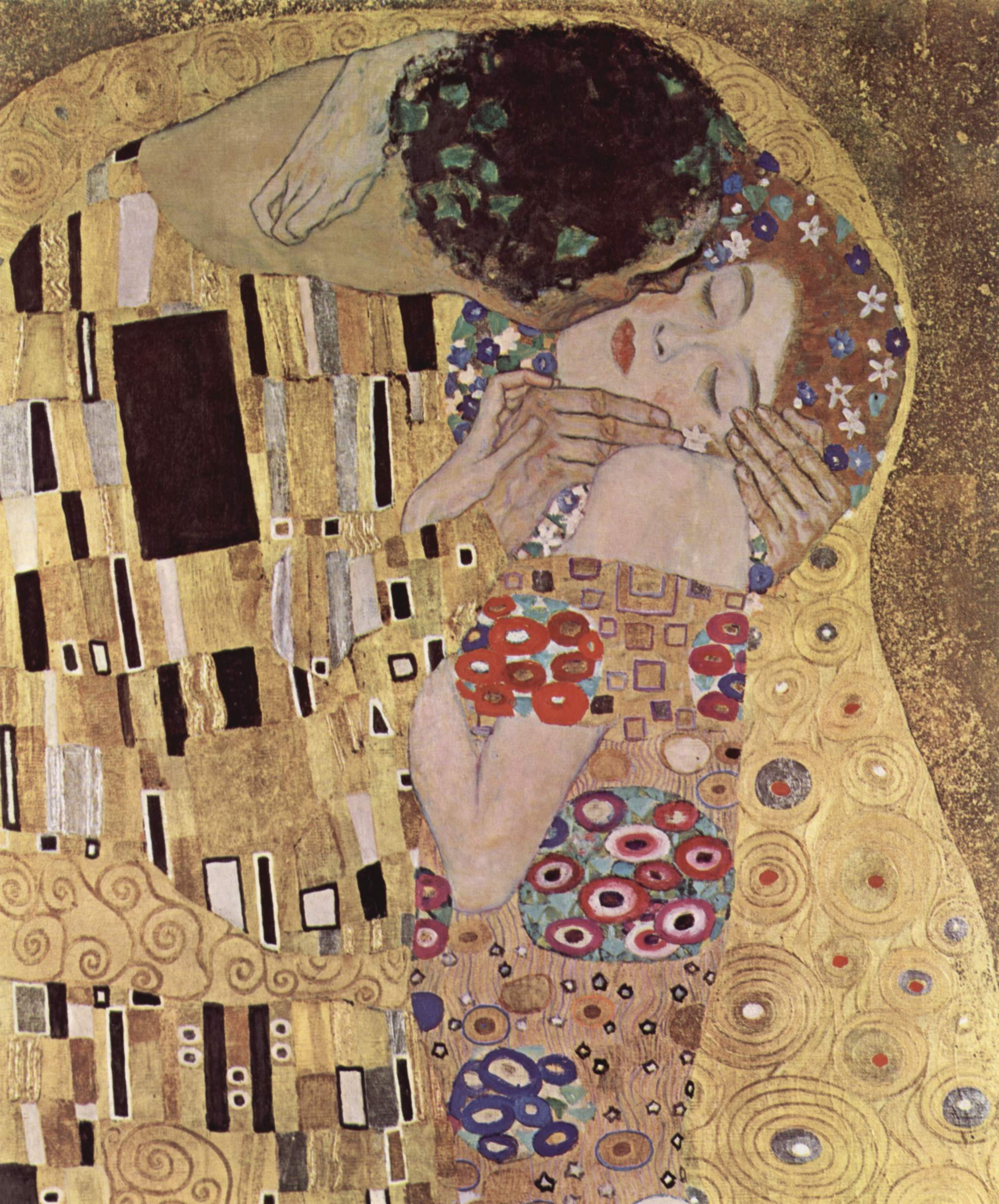
Gustav Klimt: Pocałunek